# Солидарност за Косово
Солидарност за Косово (фр. Solidarité Kosovo) је француско удружење основано 2004. године у циљу подршке Србима на Косову и Метохији. Водеће је удружење овог типа у целој Европи. Оснивач и председник удружења је Арно Гујон,
У партнерству са Српском православном црквом, организација делује у четири области: деца и образовање, одржива пољопривреда и доступност хране, хитна помоћ и медицинска рехабилитација и заштита хришћанског наслеђа. Солидарност за Косово окупља 13.000 активних чланова, донатора и волонтера. Њено седиште је у Изеру у Француској, а хуманитарна канцеларија у Грачаници.

## Историја
Након потребе Арно Гујона да одговори на ванредну хуманитарну ситуацију изазвану антисрпским погромима 17. и 18. марта 2004. године основано је удружење Солидарност за Косово са циљем да пружи одрживу и ефикасну помоћ мањинама у енклавама на Косову и Метохији, од којих су већина Срби, али су присутни и Роми и Горанци.
Арно Гујон је 26. новембра 2020. одступио је са чела Солидарности за Косово након што је од стране Владе Србије именован за директора Управе за сарадњу с дијаспором и Србима у региону при министру спољних послова Србије.

## Мисије
Солидарност за Косово настоји да понуди тренутна и одржива решења локалним мањинама које су жртве економске несигурности и суочавају се са недостатком хране, медицинске неге и образовања. Због тога операције комбинују хитне интервенције, како би се задовољиле виталне потребе хришћанских домаћинстава, са посткризним програмима за промовисање њихове аутономије.

#### Одржива пољопривреда и доступност хране
Косовски Срби у великој мери пате од несигурног снабдевања храном. Интегрисани приступ Солидарности за Косово бави се питањима приступа адекватној храни, као и оснаживањем хришцћанске заједнице кроз развој пројекта одрживе пољопривреде: у питању је пољопривредни комплекс који се састоји од сточних фарми и одељења за прераду.

#### Деца и образовање
Образовање деце један је од приоритета Солидарности за Косово. Удружење се углавном фокусира на програме друштвеног, културног и спортског развоја за младе у енклавама, као и на квалитет образовања кроз побољшање услова учења и рада деце и наставника (реновирање школа и школског намештаја).

#### Хитна помоћ и медицинска рехабилитација
Приступ медицинској нези за косовске Србе је критично питање. Поред феномена медицинске дезертификације који се интензивира на целој територији Косова, у енклавама не постоје хитне службе, уз неколико изузетака. Здравствена ситуација је катастрофална за хиљаде хришћана који у њима живе. Солидарност за Косово побољшава приступ и квалитет медицинских услуга за све тако што одговара на хитне потребе становништва док развија дугорочна решења.

#### Заштита хришћанског наслеђа
Хришћанске цркве и манастири су угрожени на територији Косова. Они су редовна мета вандализма, насиља, а понекад чак и терористичких напада. Од 1999. године уништено је 150 цркава и манастира. Четири светилишта налазе се на Унесковој листи угрожене баштине. С обзиром на озбиљност ситуације и њихову рањивост, Солидарност за Косово је посвецћено развоју заштите ових драгуља хришћанске културе.

## Подизање свести
Од свог оснивања, Солидарност за Косово развија активности у циљу подизања свести јавности о стању Срба на Косову интервенцијом код изабраних званичника, институција и медија. Њени поступци су конкретно преточени у помоћ у реализацији различитих садржаја намењених широј јавности, као што су:
- Документарни филм „Косово, хришћанство у опасности” емитован је 10. априла 2017. године, први пут на КТО. Награђен за „најбољи документарни филм” на Фестивалу хришћанске културе у Зајечару, а касније и на фестивалу у Крушевцу.[13]
- Књига „Прогоњени народи Истока” у којој су спојени текстови Пјер-Александра Буклеја, великог репортера, и фотографије Катарине Купер.[14]
- Стрип „Добродошли на Косово” у коме аутор укршта породичну историју младог српског досељеника у Италији са историјом њеног порекла, односно Косова и Метохије. Доступан од 23. октобра 2019.[15]
- Бројне приче објављене у штампи, као што су у магазину Фигаро „На Косову се Срби одупиру”, „Кога брига за косовске Србе?”, у недељнику Валеур актуел, „Косово, ново буре барута у Европи?”, „Да ли ће прошлост Косова бити будућност Француске?”, „Портрет Арно Гујона”, „Ситуација се неумољиво погоршава за последње Србе Косова”, у дневнику Ла Кроик „У Грачаници још увек живи српски пламен”.

## Награде и почасти
- У јуну 2012. године, Солидарност за Косово је одликована медаљом краља Стефана Дечанског у Риму.[16]
- У децембру 2012. године, „Солидарности за Косово“ је редитељ Емир Кустурица доделио српску награду за „најплеменитије достигнуће године“ на свечаности у организацији Вечерњих новости.[17]
- У марту 2014. године, Солидарност за Косово је одликована медаљом части Епархије Рашко-призренске.[18]
- У јуну 2015. године, Министарство спољних послова Републике Србије и град Краљево одликовали су Солидарност за Косово орденом француско-српског пријатељства.[19]
- Председник Републике Србије Томислав Николићје у фебруару 2016. одликовао је Арно Гујона златном медаљом за заслуге за изузетан хуманитарни рад и вођење организације Солидарност за Косово.[20]
- Патријарх Српске православне цркве Иринеј у јануару 2018. године одликовао је орденом првог степеном Светог Саве, највишег одликовања Српске православне цркве, Арно Гујона као директора и оснивача Солидарности за Косово.[21]
- Министар спољних послова Ивица Дачић у мају 2018. године одликовао је Арно Гујона орденом Витеза светосавског пацифизма поводом Дана српске дипломатије.[22]

## Финансирање
Активности Солидарности за Косово се финансирају искључиво од приватних донација. Удружење поштује ригорозну политику транспарентности. Годишњи рачуни су оверени од стране независног ревизорског тела.